# Càrrega de color

Els quarks d'un nucleid estan units per la força nuclear forta, que és un intercanvi continu de gluons entre els quarks. Cada intercanvi produeix un canvi de color (de càrrega, d'estat) als quarks que hi participen.

El color o càrrega de color és, amb el sabor, un dels dos graus de llibertat que defineixen l'estat d'un quark. Cada classe de quark, és a dir, cada aroma, pot presentar-se en tres estats diferents, que són els colors. A la força nuclear forta el color té un paper similar al que té la càrrega elèctrica a la força electromagnètica. Així, només les partícules que tenen color, o constituïdes per partícules que el tinguin, són sensibles a la força nuclear forta.
La càrrega de color va ser introduïda per Yoichiro Nambu, Oscar W. Greenberg i Murray Gell-Mann per tal de reconciliar l'espectre dels barions amb el teorema d'espín-estadística.
A cada quark li podem associar tres colors primaris, que es consideren sovint el vermell, el verd i el blau (alguns prefereixen els primaris a la pintura -groc, vermell i blau- o els primaris al grafisme -groc, magenta i cian-, per exemple) que, com ocorre a les arts plàstiques, en sumar-se formen el no color o l'absència de llum (seria el negre). Aquests colors són arbitraris, escollits per a explicar una teoria, però les partícules no es veuen d'aquests colors. Els antiquarks tenen anticolors ("antivermell", "antiverd" i "antiblau"), que en art serien la suma dels altres dos colors primaris, els colors complementaris o color de màxim contrast. En sumar un color amb un anticolor s'anul·len (color negre).
Els quarks estan units entre ells a les partícules (per exemple, en un protó) per mitjà d'una "goma" o gluó, que no té massa ni càrrega elèctrica però pot tenir vuit càrregues de color (o colors) diferents. Les vuit configuracions de color dels gluons sónː {\displaystyle r{\bar {g}},b{\bar {g}},g{\bar {b}},r{\bar {b}},b{\bar {r}},g{\bar {r}},{\frac {1}{\sqrt {6}}}(r{\bar {r}}+g{\bar {g}}-2b{\bar {b}}),{\frac {1}{\sqrt {2}}}(r{\bar {r}}-g{\bar {g}})}, on r(ed) = roig, b(lue) = blau, i g(reen) = verd.